# 中興 (新竹縣)
中興，是臺灣新竹縣峨眉鄉的一個傳統地域名稱，位於該鄉東北部。相較於今日行政區，其範圍大致為中盛村不含峨眉溪以南部分。

## 歷史
台灣清治末期至日治初期，中興地區為一街庄，稱為「中興庄」，隸屬於竹北一堡。該庄北與大壢庄為鄰，東邊北段與北埔庄為鄰，東邊南段及東南邊與南埔庄為鄰，西南邊及西邊南段與峨眉庄為鄰，西邊北段為石井庄。
1901年（日治明治三十四年）11月，全台廢縣廳改設二十廳，該庄隸屬於新竹廳。1909年（明治四十二年）10月，合併二十廳為十二廳，該庄隸屬不變。1920年（大正九年），廢十二廳改設五州二廳，該庄改制為「中興」大字，隸屬於新竹州竹東郡峨眉庄，大字下有「中興」、「四分子」小字名。
戰後峨眉庄改制為峨眉鄉，隸屬於新竹縣，大字亦改制為村。1950年桃、竹、苗分治，峨眉鄉隸屬不變。

## 交通
省道台3線俗稱「內山公路」，是台北至屏東的內陸縱貫幹道，大致以東北—西南走向蜿蜒經過中興地區東南部，向東北可前往北埔、下公館、橫山、關西等地，向西南轉西可前往峨眉市區、三灣、獅潭、大湖等地。
鄉道竹38線又稱「石井農路」，是赤柯坪（對岸）至埔尾的道路，經過本地區北部邊界，向西可前往峨眉北岸的石井（赤柯坪對岸）近省道台3線處止於鄉道竹43-1線（石峰道路）路口，向東可前往北埔並止於市區西北側埔尾橋旁鄉道竹43線路口。